# 토쿠DB
토쿠DB(TokuDB)는 MySQL과 마리아DB를 위한 오픈 소스 고성능 데이터베이스 엔진이다. 프랙털 트리 인덱스를 사용하여 수행한다. 스케일링이 가능하고 ACID와 MVCC를 준수하며 인덱싱 기반 쿼리 개선을 제공하며 스키마 수정을 제공하며 하드 디스크 드라이브와 플래시 메모리를 대상으로 슬레이드 랙을 줄여준다.
토쿠DB는 Percona Server, MariaDB, Nagios 기반 opmon에 포함되어 있다.

## 같이 보기
- NewSQL
- 데이터베이스 엔진
- TokuMX